# Termitotrox
Termitotrox (лат.) — род термитофильных пластинчатоусых жуков из подсемейства Termitotroginae. Около 10 видов. Тропическая Африка и южная и юго-восточная Азия. Мелкие жуки, как правило, коричневого цвета (от красно-бурого до чёрного), длина 1—3 мм. Глаза и крылья отсутствуют. Усики 9-члениковые с 3-члениковой булавой. Бёдра и тазики широкие. Лапки средней и задней пары ног короткие, состоят из 5 члеников.

## Биология
Облигатные термитофилы, живущие внутри термитников гриборазводящих термитов из семейств Termitidae (Macrotermitinae: Odontotermes Holmgren, 1912 и Protermes Holmgren, 1910). Бороздки и желобки на морщинистом теле заполнены трудноудаляемыми микрочастичками почвы, что свидетельствует об условиях их обитания. Личиночные стадии не обнаружены.

## Систематика
11 видов. Ранее род Termitotrox и трибу Termitotrogini относили к подсемейству Aphodiinae, теперь их считают отдельным от афодиин монотипическим подсемейством Termitotroginae, или даже выделяют в самостоятельное семейство Termitotrogidae. Филогенетическая позиция Termitotrox внутри Scarabaeidae остаётся неясной.
- Termitotrox ancoroides (Petrovitz 1956) — Африка
- Termitotrox consobrinus Reichensperger, 1915 — Южная Африка[1] typus
- Termitotrox cupido Maruyama, 2012 — Камбоджа[3]
- Termitotrox kenyensis Paulian, 1985 — Кения[7]
- Termitotrox maynei Reichensperger, 1956 — Африка
- Termitotrox minutus (Arrow, 1920) — Индия
- Termitotrox monodi Paulian, 1947 — Берег Слоновой Кости[7]
- Termitotrox permirus Wasmann, 1918 — Индия
- Termitotrox turkanicus Krikken, 2008 — Кения[2]
- Termitotrox usambaricus Krikken, 2008 — Танзания[2]
- Termitotrox vanbruggeni Krikken, 2008 — Кения[2]
- Termitotrox venus Kakizoe & Maruyama, 2015 — Камбоджа